# Cultura do Maranhão

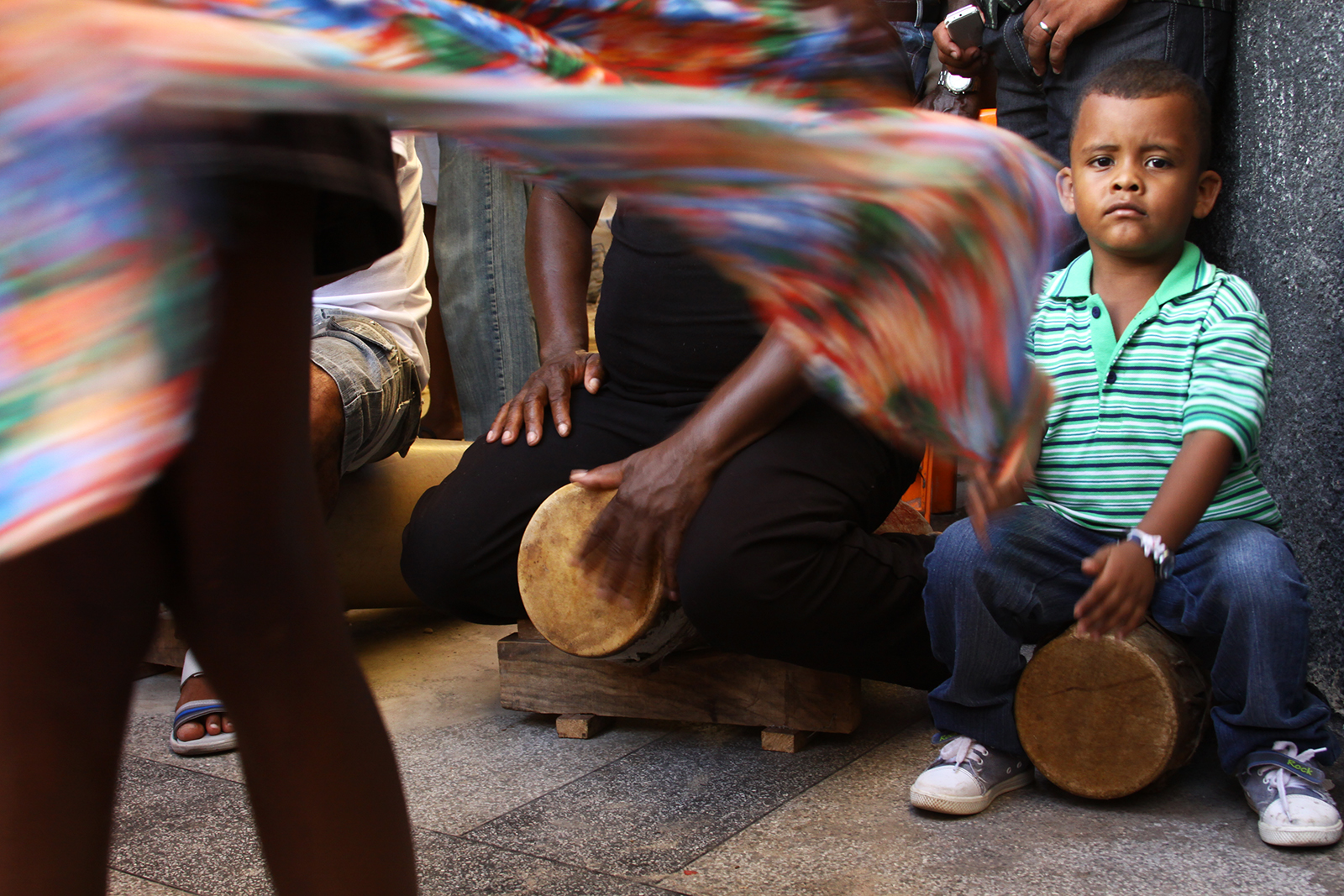
Tambor de crioula, uma das manifestações culturais do estado do Maranhão.

A Cultura do Maranhão é marcada por uma rica diversidade de manifestações resultantes da confluência de influências indígenas, africanas, europeias e, em menor escala, francesas. Essa mistura de tradições se reflete nas festas populares, na música, na culinária, no artesanato e em outras expressões culturais que caracterizam o estado.

## Influências culturais
A formação cultural do Maranhão é fruto da interação entre os povos indígenas originários, os colonizadores europeus (principalmente portugueses e franceses) e os africanos trazidos durante o período colonial. Essa combinação de culturas deu origem a uma identidade cultural única, presente em diversas manifestações artísticas e sociais do estado.

## Manifestações populares

### Bumba Meu Boi
O Bumba Meu Boi é uma das mais expressivas manifestações culturais do Maranhão, combinando teatro, música, dança e religiosidade. Reconhecido como Patrimônio Cultural Imaterial da Humanidade pela UNESCO em 2019, o folguedo é celebrado principalmente durante as festas juninas e apresenta diferentes "sotaques" regionais, como matraca, zabumba e orquestra.

### Tambor de Crioula
O Tambor de Crioula é uma dança de origem africana praticada em louvor a São Benedito. Caracteriza-se por movimentos circulares, batidas de tambores e a participação predominante de mulheres. É comum em festas religiosas e eventos culturais em todo o estado.

### Cacuriá
O Cacuriá é uma dança típica do Maranhão, originada como parte das festividades do Divino Espírito Santo. É realizada em pares, com formação em círculo, acompanhada por instrumentos de percussão. A dança surgiu no município de Guimarães e é praticada após a derrubada do mastro durante as festas do Divino.

## Música
A música maranhense é diversificada, incluindo ritmos como reggae, tambor de crioula, bumba-meu-boi e cacuriá. O estado é conhecido por sua cena musical rica e variada, com influências africanas, indígenas e europeias.

## Culinária
A culinária do Maranhão reflete a diversidade cultural do estado, com pratos que combinam ingredientes indígenas, africanos e europeus. Destacam-se o arroz de cuxá, feito com vinagreira, camarão seco e gergelim, e o vatapá, além de pratos à base de frutos do mar e mandioca.

## Artesanato
O artesanato maranhense é rico e variado, utilizando materiais como palha, cerâmica e madeira. São produzidos objetos decorativos, utilitários e peças de vestuário que refletem as tradições culturais do estado.

## Patrimônio histórico e arquitetônico
O Maranhão possui um vasto patrimônio histórico e arquitetônico, especialmente em São Luís, cuja área central é reconhecida como Patrimônio Cultural da Humanidade pela UNESCO. A cidade preserva casarões coloniais, igrejas e ruas de paralelepípedos que testemunham a história e a cultura locais.